# Benedetto Briosco
Benedetto Briosco (Pavie, v. 1460 – Pavie, v. 1517) est un sculpteur et architecte italien de la Renaissance.

## Biographie
Une de ses premières œuvres documentées est le Sépulcre d'Ambrogio Grifi, dans la chapelle homonyme de l'église de San Pietro in Gessate à Milan, caractérisé par un réalisme cru (1489). La statue faisait partie d'un vaste cénotaphe, aujourd'hui démembré, d'après des descriptions anciennes semblable aux œuvres analogues de Giovanni Antonio Amadeo. À ses débuts, caractérisés par la collaboration avec Francesco Cazzaniga, appartiennent le Monument funeraire Brivio dans l'église de Sant'Eustorgio (1489) et le Monument funeraire Della Torre, tous deux dans l'église de Santa Maria delle Grazie à Milan (1483-1484).

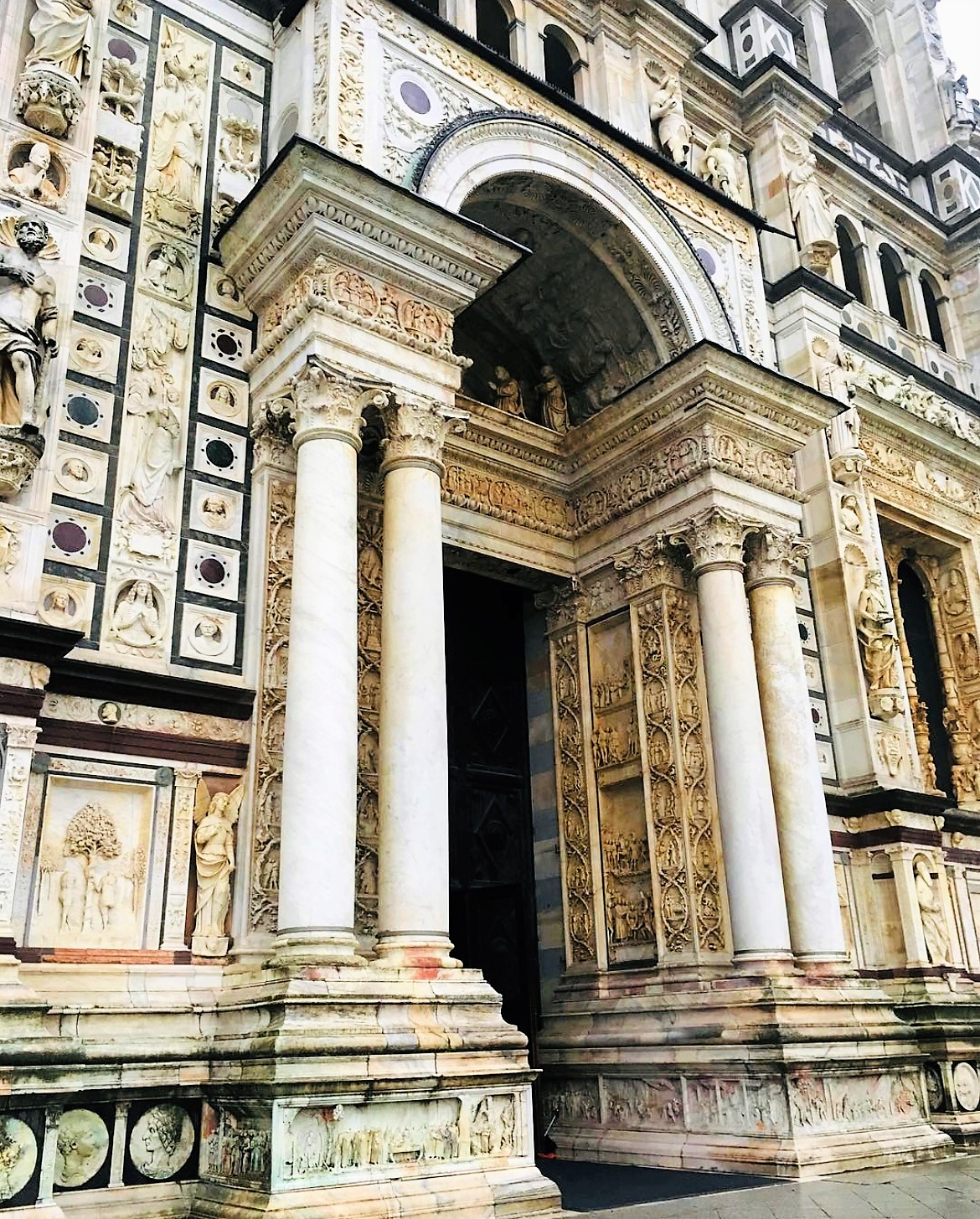
Chartreuse de Pavie : portail

Le beau bas-relief marmoréen partiellement doré de la Fuite en Égypte est le fruit de sa collaboration en 1484 avec Tommaso Cazzaniga, maintenant à la National Gallery of Art de Washington qui conserve aussi les médaillons marmoréens de Lodovico Sforza, duc de Bari et de Gian Galeazzo Maria Sforza, duc de Milan. Briosco se signale aussi en travaillant pour la Cathédrale de Milan sa classique statue de Sainte Agnès (1491), conservée au Musée de la Cathédrale.
Actif en 1492 dans le chantier de la Chartreuse de Pavie, Briosco participa à la décoration du façade en collaboration avec Giovanni Antonio Amadeo et, en 1494, au mausolée de Gian Galeazzo Visconti, sous la direction de Giovanni Cristoforo Romano, en gravant les statues de la  Vierge à l'Enfant, des Saints Laurent et Pierre, de la  Madeleine, de Saint Paul, et du Christ en gloire. C'est aussi de ces années que date le Monument Longhignana, à l'origine dans l’église de San Pietro in Gessate à Milan et aujourd'hui dans la chapelle Borromée à l’Isola Bella. 
Il succéda en 1499 à son maitre Giovanni Antonio Amadeo dans les travaux de la façade de la Chartreuse en réalisant le portail de l'église ; les montants du portail, avec des histoires de la Chartreuse, sont aussi l'œuvre de Briosco, ils dénotent une certaine influence des typologies de Leonardo da Vinci. 
De 1506 à 1513 il travailla à l’arche des saints Pietro et Marcellino dans le Dôme de Cremone, dont neuf reliefs sont conservés dans le Courtauld Institute of Art à Londres,  et au tombeau de Ludovico II dans l’église de San Giovanni à Saluces (1508-1512).
On peut le considérer parmi les meilleurs disciples de Amadeo, à dont style il ajoute, peut-être grâce aux contacts avec Gian Cristoforo Romano, une forte tendance classique, reconnaissable par exemple dans sa Tête d'ange (1505, Institut of Arts de Détroit) et dans sa Tête de jeune au Statens Museum for Kunst de Copenhague.

## Sources
- (it) Cet article est partiellement ou en totalité issu de l’article de Wikipédia en italien intitulé « Benedetto Briosco » (voir la liste des auteurs).